# Sylvia Nasar

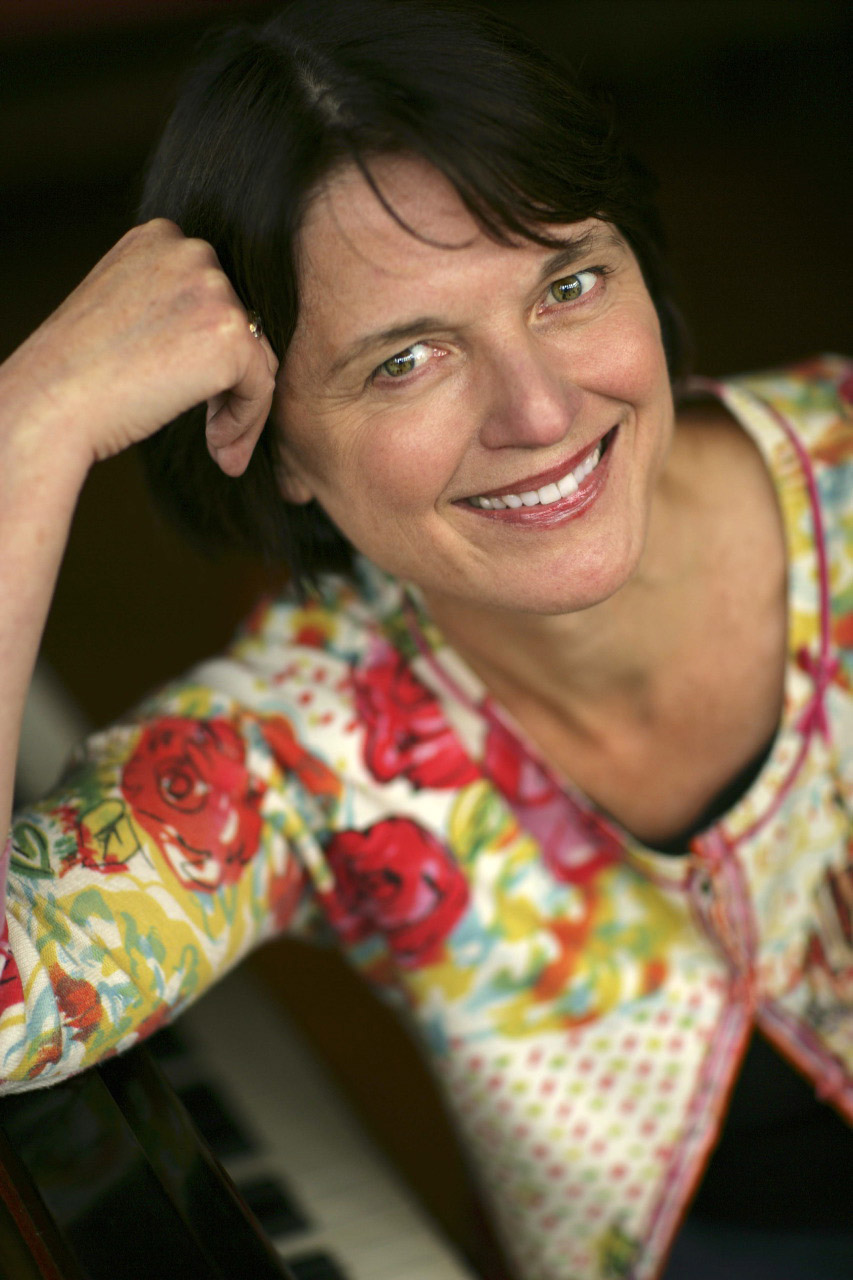
Sylvia Nasar.

Sylvia Nasar (Rosenheim, Baviera, 17 de agosto de 1947) es una periodista y escritora que ejerce en Estados Unidos. Su padre, uzbeko, fue oficial de la CIA y se asentó en los Estados Unidos; su madre es alemana.
En Una mente maravillosa, novela ganadora del Premio National Book Critics Circle Award y finalista del Premio Pulitzer, relata la vida del matemático estadounidense John Forbes Nash. También es autora del libro titulado Grand Pursuit sobre la historia de la economía.
Exreportera económica para el New York Times, recibió el Knight Chair in Business Journalism, en la Universidad de Columbia.